# Барбер Стивенс, Элис
Элис Барбер Стивенс (1 июля 1858 — 13 июля 1932) — американская художница и гравёр.

## Биография
Элис Барбер Стивенс родилась в 1858 году в семье квакеров. Была восьмой из девяти детей. Вместе с семьёй переехала в Филадельфию, где в 15 лет стала студенткой Филадельфийской школы дизайна для женщин, в которой изучала гравюру по дереву. В 1876 году поступила в Пенсильванскую академию изящных искусств, была ученицей Томаса Икинса. В академии начала работать с различными материалами, включая чёрно-белые масла, чернила, уголь и акварели.
Сначала работала как гравёр, но позже отказалась от гравюры в пользу иллюстраций. Её работы регулярно появлялись в таких журналах, как Century, Cosmopolitan, Scribner’s Monthly, Harper’s Weekly и The Ladies Home Journal. В 1886—1887 годах путешествовала по Европе. Училась в Академии Жюлиана и Академии Коларосси, когда была в Париже. В 1887 году выставила две работы в Парижском салоне. В 1889 году стала преподавательницей в Филадельфийской школе дизайна для женщин. Среди её учениц была Шарлотта Хардинг.

## Личная жизнь
В 1890 году вышла замуж за Чарльза Хэллоуэлла Стивенса (1855—1931). У них был сын, Даниель Оуэн Стивенс (1894—1937), который также стал художником.